# Greatest Hits III
Greatest Hits III — збірка британського рок-гурту «Queen». Це збірка пісень останніх днів, сольних хітів учасників гурту і співпраці гурту з іншими артистами (у зв'язку з цим вказувалося «Queen+»). Збірка вийшла 8 листопада 1999 року. Перші два треки на альбомі були новими раніше невиданими версіями класичних пісень «Queen».

## Трек-лист
| Перша сторона | Перша сторона                                                                                  | Перша сторона                            | Перша сторона | Перша сторона |
| #             | Назва                                                                                          | Автор                                    | Примітки | Тривалість    |
| ------------- | ---------------------------------------------------------------------------------------------- | ---------------------------------------- | --- | ------------- |
| 1.            | «The Show Must Go On (живе виконання у Theatre National de Chaillot, Париж, січень 1997 року)» | Queen                                    | * Виконання Queen + Елтон Джон - Виконання під час прем'єри Ballet for Life у Парижі 1997 року - Оригінальна версія з альбому Innuendo | 4:26          |
| 2.            | «Under Pressure (Rah Mix)»                                                                     | Queen, Девід Бові                        | * Виконання Queen + Девід Бові - Оригінальна версія з альбому Hot Space                                                                | 4:08          |
| 3.            | «Barcelona (синглова версія)»                                                                  | Фредді Мерк'юрі, Майк Моран              | * Виконання Фредді Мерк'юрі + Монсеррат Кабальє - З альбому Barcelona                                                                  | 4:25          |
| 4.            | «Too Much Love Will Kill You»                                                                  | Браян Мей, Френк Маскер, Елізабет Ламерс | * З альбому Made in Heaven | 4:18          |

| Друга сторона | Друга сторона                                                                                       | Друга сторона   | Друга сторона | Друга сторона |
| #             | Назва                                                                                               | Автор           | Примітки | Тривалість    |
| ------------- | --------------------------------------------------------------------------------------------------- | --------------- | --- | ------------- |
| 5.            | «Somebody to Love (живе виконання, The Freddie Mercury Tribute Concert, Вемблі, квітень 1992 року)» | Фредді Мерк'юрі | * Виконання Джордж Майкл + Queen - Виконання наживо на стадіоні Вемблі 1992 року, The Freddie Mercury Tribute Concert - З альбому Five Live - Оригінал на альбомі A Day at the Races | 5:07          |
| 6.            | «You Don't Fool Me»                                                                                 | Queen           | * З альбому Made in Heaven | 5:22          |
| 7.            | «Heaven for Everyone (синглова версія)»                                                             | Роджер Тейлор   | * З альбому Made in Heaven | 4:37          |
| 8.            | «Las Palabras de Amor (The Words of Love)»                                                          | Браян Мей       | * З альбому Hot Space | 4:29          |

| Третя сторона | Третя сторона                                 | Третя сторона   | Третя сторона | Третя сторона |
| #             | Назва                                         | Автор           | Примітки | Тривалість    |
| ------------- | --------------------------------------------- | --------------- | --- | ------------- |
| 9.            | «Driven by You»                               | Браян Мей       | * Виконано Браяном Меєм - З альбому Back to the Light | 4:09          |
| 10.           | «Living on My Own (Julian Raymond Album Mix)» | Фредді Мерк'юрі | * Виконано Фредді Мерк'юрі - Ця версія помилково включена, бо на обкладинці компіляції було вказано No More Brothers Radio Mix - З альбому The Freddie Mercury Album - Оригінальна версія з альбому Mr. Bad Guy | 3:37          |
| 11.           | «Let Me Live»                                 | Queen           | * З альбому Made in Heaven | 4:45          |
| 12.           | «The Great Pretender»                         | Бак Рем         | * Виконана Фредді Мерк'юрі - Неальбомна версія | 3:26          |
| 13.           | «Princes of the Universe»                     | Фредді Мерк'юрі | * З альбому A Kind of Magic | 3:31          |

| Четверта сторона | Четверта сторона                                 | Четверта сторона         | Четверта сторона                                                                       | Четверта сторона |
| #                | Назва                                            | Автор                    | Примітки                                                                               | Тривалість       |
| ---------------- | ------------------------------------------------ | ------------------------ | -------------------------------------------------------------------------------------- | ---------------- |
| 14.              | «Another One Bites the Dust (Wyclef Jean Remix)» | Джон Дікон               | * Представлена Вікліфом Джином, Прейсом і Free - Оригінальна версія з альбому The Game | 4:20             |
| 15.              | «No-One but You (Only the Good Die Young)»       | Браян Мей                | * З альбому Queen Rocks                                                                | 4:11             |
| 16.              | «These Are the Days of Our Lives»                | Queen                    | * З альбому Innuendo                                                                   | 4:22             |
| 17.              | «Thank God It's Christmas»                       | Браян Мей, Роджер Тейлор | * 1984 неальбомний сингловий реліз                                                     | 4:19             |

## Чарти
| Країна (1999)   | Позиція |
| --------------- | ------- |
| Австралія       | 77      |
| Австралія       | 2       |
| Бельгія         | 7       |
| Данія           | 5       |
| Фінляндія       | 35      |
| Франція         | 9       |
| Німеччина       | 5       |
| Угорщина        | 7       |
| Нідерланди      | 8       |
| Нова Зеландія   | 24      |
| Норвегія        | 5       |
| Швеція          | 19      |
| Швейцарія       | 4       |
| Велика Британія | 5       |

| Країна (2000)      | Позиція |
| ------------------ | ------- |
| Бельгія (Валлонія) | 7       |
| Італія             | 7       |

| Країна (2008) | Позиція |
| ------------- | ------- |
| Іспанія       | 89      |

## Сертифікації
| Країна                                             | Сертифікація | Продажі    |
| -------------------------------------------------- | ------------ | ---------- |
| Аргентина (CAPIF)                                  | Платина      | 60,000^    |
| Австрія (IFPI Austria)                             | Золото       | 25,000*    |
| Данія (IFPI Denmark)                               | Платина      | 50,000^    |
| Німеччина (BVMI)                                   | Золото       | 150,000^   |
| Нова Зеландія (RMNZ)                               | Золото       | 7,500^     |
| Норвегія (IFPI)                                    | Платина      | 50,000*    |
| Швеція (GLF)                                       | Золото       | 40,000^    |
| Швейцарія (IFPI)                                   | Золото       | 25,000^    |
| Велика Британія (BPI)                              | 2×Платина    | 600,000^   |
| Всього                                             |              |            |
| Європа (IFPI)                                      | Платина      | 1,000,000* |
| *дані про продажі засновані тільки на сертифікації |              |            |
| ^дані про партії засновані тільки на сертифікації  |              |            |